# International Bowl (IFAF)
International Bowl - mecz futbolu amerykańskiego pomiędzy młodzieżowymi drużynami do lat 19, Stanów Zjednoczonych i Świata. Pierwszy mecz tego typu rozegrano w 2010 roku, wówczas pod nazwą USA vs. The World. Reprezentacja USA składa się z zawodników High school football. Reprezentacja Świata powoływana jest przez IFAF.

## Wyniki
- 2010 USA - Świat 17:0
- 2011 USA - Świat 21:14
- 2012 USA - Świat 29:35
- 2013 USA - Świat 42:10
- 2014 USA - Kanada 43:7
- 2015 USA - Świat 20:15